# Svante August Arrhenius
Svante August Arrhenius ( Uppsala, 1859. február 19. – Stockholm, 1927. október 2.) svéd fizikus és kémikus. 1903-ban kémiai Nobel-díjban részesült az elektrolitikus disszociáció elméletének kidolgozásáért. Arrhenius úttörő munkát végzett a pánspermia elméletének kidolgozásában és az elsők között vizsgálta a szén-dioxid légkörbeli koncentrációjának hatását az éghajlatra.

## Tanulmányai
Svante Arrhenius 1859. február 19-én született Svante Gustaf Arrhenius és Carolina Christina Thunberg második fiaként. Ősei földművesek voltak, de nagybátyja az Ultunai Mezőgazdasági Főiskola botanikaprofesszorává és rektorává küzdötte fel magát; később a Svéd Mezőgazdasági Akadémia titkára vált belőle. Apja az Uppsalai Egyetem földmérője volt, aki az egyetem város melletti földbirtokát és Vik (vagy Wijk) kastélyát is gondozta. Svante is a kastélyban született, de a család a következő évben beköltözött Uppsalába. Svante csodagyerek volt, három évesen magától megtanult olvasni és apja elszámolásait elolvasva egyszerűbb matematikai műveleteket is el tudott végezni. A város székesegyházának iskolájába járt, melynek a kiváló fizikatanára felkeltette érdeklődését a fizika és matematika iránt. 1876-ban beiratkozott az Uppsalai Egyetemre, ahol matematikát, kémiát és fizikát tanult. Két évvel később megszerezte BSc fokozatát, majd folytatta tanulmányait, de mivel elégedetlen volt a gyakorlati oktatással, 1881-ben átment a Stockholmi Egyetemre, ahol E. Edlund volt a mentora. 

## Az elektrolitikus disszociáció

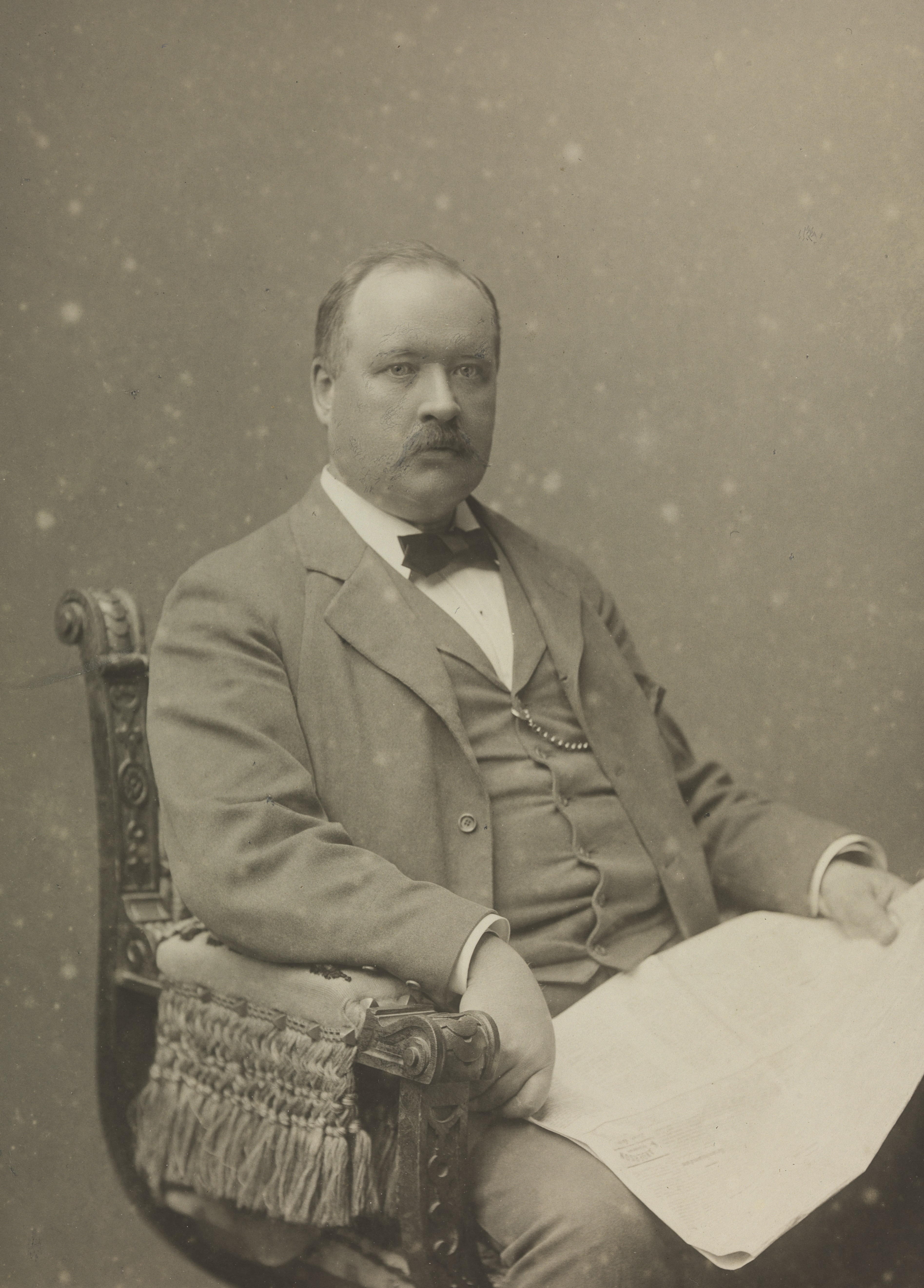
Arrhenius 1895 körül

1884-ben benyújtotta az Uppsalai Egyetemre doktori disszertációját, melynek az elektrolitok vezetőképessége volt a témája. A 150 oldalas disszertációban 56 tézist állított fel olyan állításokkal, amelyek kisebb módosításokkal ma is megállják a helyüket és általánosan elfogadottak. Elmélete szerint a sók vízben oldva elektromosan töltött részecskékre, ionokra bomlanak szét (az ionok létét korábban Faraday is felvetette, de szerinte ezek csak elektromos áram hatására jöttek létre, míg Arrhenius teóriája szerint állandóan jelen voltak az oldatban). A disszociáció mértéke a só kémiai természetétől és az oldatbeli koncentrációjától függ. Az ionok miatt képes vezetni az oldat az elektromosságot, míg a szilárd só és a víz magában nem viselkedik így. Arrhenius azt is állította, hogy az elektrolitok kémiai tulajdonságaiért is az ionok a felelősek. Az újszerű elmélet nem nyerte el a bírálóbizottság tetszését és elégségesre értékelték azt a dolgozatot (ezért később nem folyamodhatott docensi állásért), aminek kibővített változatáért Arrhenius 1903-ban kémiai Nobel-díjat kapott. A neves fizikus, Per Theodor Cleve szerint “Ostobaság elhinni Arrheniusnak, hogy a kálium-klorid oldatában a klór és a kálium elválik egymástól”. Elméletének eredetisége azonban többek érdeklődését felkeltette, mint a Stockholmi Műszaki Főiskola kémiaprofesszoráét, Otto Petterssonét, aki méltatta azt a Nordisk Revy folyóiratban. Arrhenius végül megkapta doktori fokozatát fizikai kémiából, ő volt az új tudomány első hivatalos képviselője Svédországban. Edlund támogatásával elnyerte a tudományos akadémia ösztöndíját, így végiglátogathatta az akkori Európa híres fizikusait. 1886-ban Ostwaldnál dolgozott Rigában és Kohlrausch-sal Würzburgban. 1887-ben Boltzmannt látogatta meg Grazban, 1888-ban pedig van ‘t Hoffot Amszterdamban. Ezen évei alatt Arrhenius bebizonyította, hogy az elektrolitok disszociációjának mértéke arányos oldatuk ozmotikus nyomásával, fagyáspontja csökkenésével és forráspontja növekedésével. Tanulmányozta elektrolitelméletének használhatóságát a fiziológiában, mint a toxinok és antitoxinok kölcsönhatásában, a szérumterápiában, az emésztésben és a tápanyagok felszívódásában, valamint az emésztőnedvek kiválasztásában. 

## Későbbi munkássága
1891-ben elutasította a Giesseni Egyetem tanári állásajánlatát, ehelyett a Stockholmi Műszaki Főiskolán kezdett fizikát előadni. 1895-ben professzori kinevezést kapott az intézménynél, 1897-től pedig a rektori teendőket is ő látta el. 1905-ben visszavonult az oktatástól. Az akkor már Nobel-díjas tudóst a Berlini Egyetem is meghívta professzorának, de a Svéd Tudományos Akadémia ekkor megalapította az Fizikai-Kémiai Nobel Intézetet, amelynek Arrhenius elvállalta igazgatói tisztét. 
Több jelentős könyvet írt (Elméleti elektrokémiai tankönyv 1900-ban, A kozmikus fizika tankönyve 1903, Kémiai elméletek 1906-ban, Az oldatok elmélete 1918-ban). A fizika számos ágazata iránt érdeklődött, nagy hatású elméleteket alkotott. Azt állította, hogy a szén-dioxid légköri koncentrációja hatással lehet az éghajlatra és a jégkorszakok kialakulására; vagy hogy a világűrbe kikerülő spórák a fénynyomás miatt nagy sebességgel utazhatnak, így az élet elterjedhet az egész világegyetemben (a pánspermia elmélete). Erőfeszítéseket tett a tudomány népszerűsítésére, főleg élete utolsó évtizedeiben a nagyközönség számára írt olyan könyveket, amelyeket aztán sok kiadást értek meg és számos nyelvre lefordítottak (Fejlődő világok 1906, A csillagok sorsa 1915 stb.).
Az első világháború alatt azon dolgozott, hogy a hadifogságba került német és osztrák tudósokat szabadon engedjék.

## Díjai és elismerései
- Davy-érem (1902)

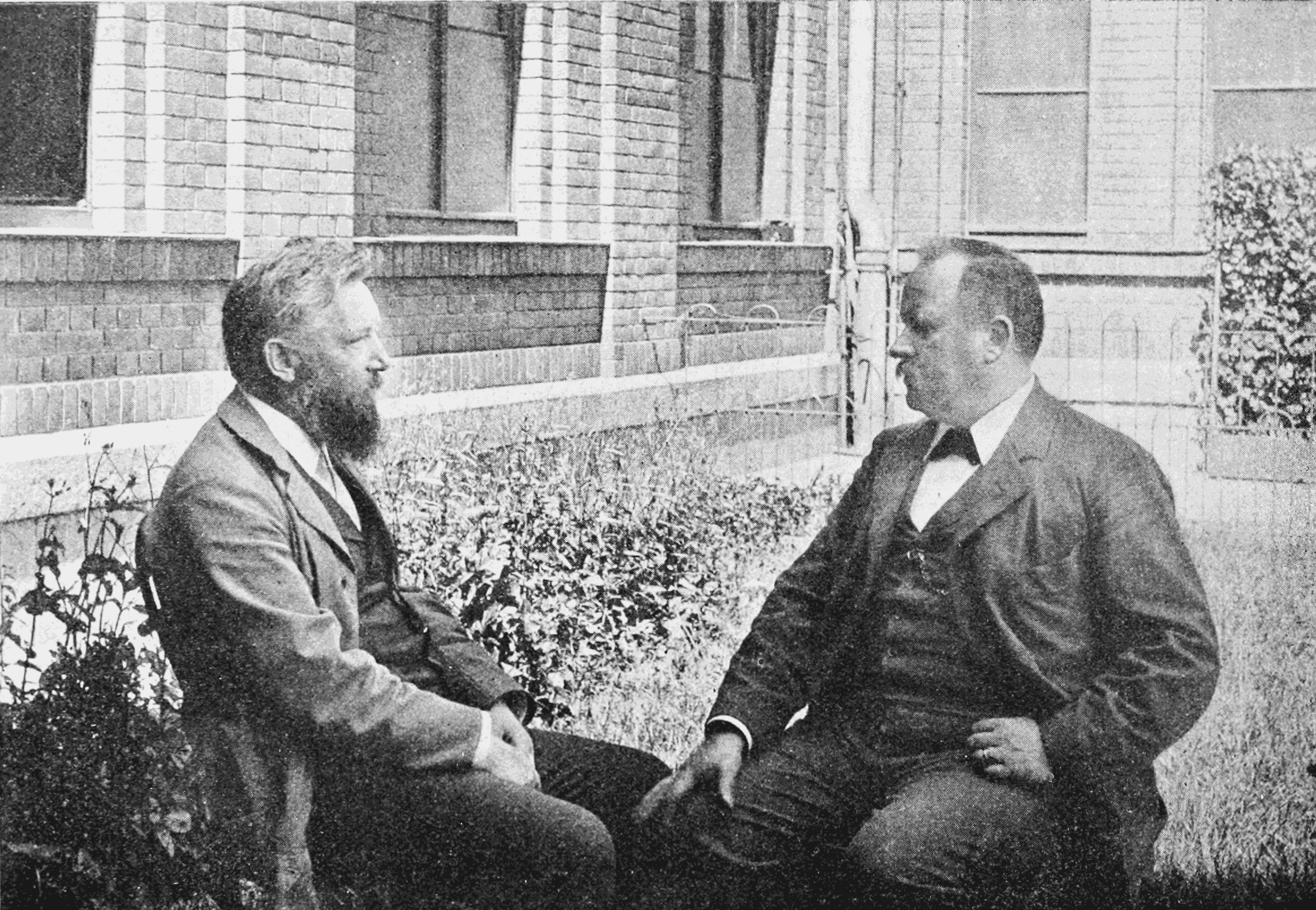
Wilhelm Ostwald és Svante Arrhenius (1904)

- Kémiai Nobel-díj (1903) "az elektrolitikus disszociáció elméletéért"
- Willard Gibbs-díj (1911)
- Faraday-érem (1914)
- Franklin-érem (1920)

- Arrheniust 1911-ben a brit Royal Society levelező tagjává választotta. Díszdoktorukká avatták Birmingham, Cambridge, Edinburgh, Greifswald, Gröningen, Heidelberg, Lipcse és Oxford egyetemei.
- 1970-ben egy krátert neveztek el róla a Holdon.
- A stockholmi egyetem 1973-ban átadott laboratórium épülete az ő nevét viseli.

## Családja
Arrhenius 1894-ben feleségül vette hallgatóját, Sofia Rudbecket, akitől egy fia (Olof Vilhelm Arrhenius, aki maga is kémikus lett) született. A házasság két év múlva megromlott és elváltak. 1905-ben újraházasodott, Maria Johanssont vezette oltár elé, tőle egy fia és két lánya (Sven, valamint Ester és Anna-Lisa Arrhenius) született. Arrhenius elégedett embernek vallotta magát, akit mind munkája, mind családja boldoggá tett.
Svante Arrhenius 1927. október 2-án halt meg Stockholmban, heveny bélgyulladás következtében, 68 évesen. Uppsalában temették el.

## Magyarul megjelent művei
- A világegyetem élete és megismerésének története a legrégibb időtől napjainkig, Franklin, Budapest, 1914
- A világok keletkezése, Dick Manó, Budapest, 1921